# Spirotropis longifolia
Spirotropis longifolia là một loài thực vật có hoa trong họ Đậu. Loài này được (DC.) Baill. miêu tả khoa học đầu tiên.